# Michele Foletti
Michele Foletti (Lugano, 21 aprile 1966) è un politico svizzero.

## Biografia
Originario di Pambio Noranco, ha lavorato come giornalista e consulente aziendale indipendente.
Impegnatosi in politica nella Lega dei Ticinesi, nel 1992 entra per la prima volta in consiglio comunale a Lugano e nel 1995 è nominato municipale in surroga di Marco Borradori, eletto consigliere di Stato cantonale. Nello stesso anno è eletto al Gran Consiglio del Canton Ticino: nei vari mandati, è nominato per due volte presidente della commissione gestione e finanze e, nel 2012, presidente dell'assemblea. Nel 2013 rientra, previe elezioni, in Municipio a Lugano, ove ritrova Borradori come primo cittadino: viene riconfermato alle tornate elettorali del 2016 e del 2021; a seguito di quest'ultima accede alla carica di vicesindaco.
L'11 agosto 2021, a seguito dell'improvvisa morte di Borradori, diviene reggente del Comune; il successivo 5 ottobre, in quanto candidato unico, viene eletto tacitamente sindaco di Lugano.
Il 14 aprile 2024, alla successiva tornata elettorale comunale, Foletti è il candidato per il Municipio più votato al primo turno, con 11 311 preferenze, precedendo di circa 900 voti il parlamentare Marco Chiesa (a sua volta candidato nella lista Lega-UDC); a seguito della rinuncia di quest'ultimo a correre per il ballottaggio, Foletti viene riconfermato sindaco di Lugano.